# Salpistele
Salpistele es un género que tiene asignada seis especies de orquídeas, de la tribu Epidendreae perteneciente a la familia (Orchidaceae). 

## Hábitat
Se encuentran desde Costa Rica y Panamá hasta Ecuador.

## Especies
| - Salpistele brunnea - Salpistele dielsii - Salpistele dressleri | - Salpistele lutea - Salpistele parvula - Salpistele pensilis |